# Le canzoni (Fiorella Mannoia)
Le canzoni è un'antologia (con tre brani in versione nuova) del periodo 1988-1992 della cantante romana Fiorella Mannoia, prodotto da Piero Fabrizi per la Harpo (Catalogo: HRP 4755472) e distribuito dalla Sony BMG il 18 novembre 1993. Il disco viene arrangiato da Vittorio Cosma e Piero Fabrizi.

## Tracce
1. Il tempo non torna più – 4:58 (testo: Enrico Ruggeri – musica: Piero Fabrizi)
2. Le notti di maggio – 3:42 (Ivano Fossati)
3. I dubbi dell'amore – 4:03 (Enrico Ruggeri e Luigi Schiavone)
4. Oh che sarà (oh que sera) (feat. Ivano Fossati) – 3:55 (Chico Buarque e Ivano Fossati)
5. Cuore di cane – 6:21 (Francesco De Gregori)
6. Ascolta l'infinito – 5:29 (testo: Enrico Ruggeri – musica: Piero Fabrizi)
7. Lunaspina – 4:41 (Ivano Fossati)
8. Il cielo d'Irlanda – 4:14 (Massimo Bubola)
9. Quello che le donne non dicono (Nuova versione) – 4:20 (Enrico Ruggeri e Luigi Schiavone)
10. Come si cambia (Nuova versione) – 4:30 (testo: Maurizio Piccoli – musica: Renato Pareti)
11. Sorvolando Eilat (Nuova versione) – 5:09 (testo: Mogol – musica: Piero Fabrizi)
12. I treni a vapore – 5:28 (Ivano Fossati)
13. Gli amanti – 3:53 (testo: Enrico Ruggeri – musica: Riccardo Cocciante)
14. I venti del cuore – 5:25 (testo: Massimo Bubola – musica: Piero Fabrizi)
15. Poverangelo – 4:08 (testo: Marco Luberti – musica: Piero Fabrizi)

## Formazione
- Fiorella Mannoia: voce
- Vittorio Cosma: pianoforte, tastiera
- Paolo Costa: basso
- Elio Rivagli: batteria
- Piero Fabrizi: chitarra
- Roberto Vernetti: programmazione
- Lalla Francia, Silvio Pozzoli: cori

## Classifica italiana

### Classifica settimanale
| Classifica (1993) | Posizione massima |
| ----------------- | ----------------- |
| Italia            | 13                |

### Classifica di fine anno
| Classifica (1993) | Posizione |
| ----------------- | --------- |
| Italia            | 54        |

## Successo commerciale
L'album vanta un alto numero di presenze nella classifica italiana, la sua massima posizione raggiunta è stata la 13ª. A fine 1993 risulta essere il 54º album più venduto. Le canzoni viene certificato disco d'oro con oltre 50 000 copie vendute.